# ستيف واتكن
ستيف واتكن (بالإنجليزية: Steve Watkin)‏ (15 سبتمبر 1964 في المملكة المتحدة - ) هو لاعب كريكت بريطاني.

## وصلات خارجية
- ستيف واتكن على موقع إي آس بي آن كريك إنفو (الإنجليزية)